# Puffinus
Puffinus is een geslacht van vogels uit de familie van de stormvogel- en pijlstormvogels (Procellariidae). De wetenschappelijke naam van het geslacht is voor het eerst geldig gepubliceerd in 1760 door Brisson.

## Soorten
De volgende soorten zijn bij het geslacht ingedeeld:
- Puffinus assimilis –  Pacifische kleine pijlstormvogel
- Puffinus auricularis –  Townsends pijlstormvogel
- Puffinus bailloni –  Baillons kleine pijlstormvogel
- Puffinus bannermani –  Bannermans pijlstormvogel
- Puffinus baroli –  Kleine pijlstormvogel
- Puffinus boydi –  Kaapverdische kleine pijlstormvogel
- Puffinus bryani –  Bryans pijlstormvogel
- Puffinus elegans –  Subantarctische kleine pijlstormvogel
- Puffinus gavia –  Vlinderpijlstormvogel
- Puffinus heinrothi –  Heinroths pijlstormvogel
- Puffinus huttoni –  Huttons pijlstormvogel
- Puffinus lherminieri –  Audubons kleine pijlstormvogel
- Puffinus mauretanicus –  Vale pijlstormvogel
- Puffinus myrtae –  Rapapijlstormvogel
- Puffinus nativitatis –  Kleine wigstaartpijlstormvogel
- Puffinus newelli –  Newells pijlstormvogel
- Puffinus opisthomelas –  Zwartbuikpijlstormvogel
- Puffinus persicus  –  Perzische kleine pijlstormvogel
- Puffinus puffinus –  Noordse pijlstormvogel
- Puffinus subalaris –  Galápagospijlstormvogel
- Puffinus yelkouan –  Yelkouanpijlstormvogel